# Râul Valea Seacă, Prahova (Bușteni)
Râul Valea Seacă este un curs de apă, afluent al râului Prahova în zona Bușteni.  Există un alt râu afluent al Prahovei cu același nume în zona Azuga

## Hărți
- Harta Munții Baiului  Arhivat în 15 iunie 2011, la Wayback Machine.
- Harta județului Prahova